# Rögtönzések Színháza
A Rögtönzések Színházát (Das Stegreiftheater), Jacob L. Moreno (1889–1974) bukaresti születésű amerikai pszichiáter alapította Bécsben 1921-ben. Az ugyancsak általa kikísérletezett pszichodráma, a visszajátszó vagy playback-színház (a Rögtönzések Színházának Jonathan Fox által megújított változata), a Virginia Satir-féle családrekonstrukció és családszobor, illetve a Hellinger-féle családfelállítás „laboratóriumaként” tartják számon.
A Rögtönzések Színházának alapelvei a következők voltak:
- az írott szövegkönyv, a rendezés és az előre betanult szerepek mellőzhetők;
- a színészek és a hallgatóság együtt is létrehozhatják az előadást;
- a játék elemei (a cselekmény, a jelenetek, a szöveg, a mozdulatok) „itt-és-most” megvalósíthatók, spontán és kreatív módon rögtönözhetők;
- a színpad nyitott, tágas térré válhat: "az élet terévé, magává az életté"[1]

## Előzmények
A színház hagyományos szabályainak elvetésével Moreno előtt is sokan próbálkoztak. A rögtönző (impromtu) színház gondolatát a dadaista mozgalom 1916-ban már a maga módján megvalósította. A dadaisták vezették be a „racionális őrültség” fogalmát a színjátszásba. A Cabaret Voltaire (Zürich) híres volt impulzív, spontán alkotásairól.
Tristan Tzara és Moreno közös vonása az volt, hogy mindkettejüket vonzotta a változás és a meglepetés gondolata, és mindketten meg akarták haladni az alapvetően verbális módszerekkel dolgozó, problémaorientált pszichoanalízist, hogy a cselekvésre és a kommunikáció preverbális szintjeire helyezhessék a hangsúlyt. Moreno a lélekhez vezető királyi útnak a cselekvést és a kapcsolatot (az akciót és az interakciót) tartotta. Meggyőződése volt, hogy az emberek ki vannak „éhezve” az akcióra fizikai és szellemi téren egyaránt.
Moreno filozófia szakos egyetemi hallgatóként Bécs parkjait járva játékot kezdeményezett az ott lézengő gyermekekkel. Meséket, történeteket eszelt ki és játsszatott le velük. Előfordult, hogy a gyerekek a vezetésével valós helyzeteket, történeteket jelenítettek meg. (A közös szerepjátékra és a gyermeki képzeletvilágra építő csoportterápiás módszer, a játékdrámának is nevezett gyermek-pszichodráma gyökerei ide nyúlnak vissza.)Érdekes magyar vonatkozás, hogy egy-egy ilyen alkalommal egyetemi társa és barátja, Pető András is jelen volt, aki később a konduktív nevelés rendszerét megalkotta.Moreno a gyermekek lelkes szerepjátszásaiból arra a következtetésre jutott, hogy az emberi lény veleszületetten rögtönző színész az élet színpadán.
Latin és görög tanulmányai kapcsán került figyelme középpontjába a görög dráma. Érdekelni kezdte, hogyan lehetne elsődleges élménnyé alakítani a katarzist, amit Arisztotelész Poétika c. művében a nézőben keltett kétféle érzelem (a részvét és a szorongás) okozta megtisztulásként írt le. Mi történne például, ha a szövegkönyvet eldobnák, és megengednék a színészeknek, hogy spontán késztetéseiknek engedve, rögtönözve játszanak?
Így született meg a Rögtönzések Színházának alapgondolata. Moreno kibérelt egy helyet Bécsben a / Maysedergasse 2.  alatt, és elnevezte Stegreiftheaternek.

## AStegreiftheaterelnevezés eredetéről
A "Stegreif" német szóval régen a lovasok kengyelét illették. Ha valakire azt mondták, hogy Stegreif-módra ("a lóról nem leszállva", "kengyelben maradva") nyilvánul meg, az azt jelentette, hogy az illető spontánul viselkedik.
A Stegreiftheater elnevezéssel német nyelvterületen hagyományosan a Shakespeare és a Commedia dell' Arte idején alkalmazott színjátszáshoz való visszanyúlást jelölték. Hans Peter Korn több Stegreif-műfajú rögtönző társulatra is utal egy szakértői levelezésben, amelyek a Moreno előtti időkben már léteztek Ausztriában: például a Glas-család tulajdonában lévő rögtönző és bábszínházra (a legidősebb Glas már 1875-ben játszott színpadon), vagy az 1909-ben alapított (ma is létező) Tschauner Bühne elnevezésű nyitott színházra. 

## A „Barbara-effektus”
Moreno a színészek spontaneitásának bizonyítására bevezette az Élőújság elnevezésű előadásokat. A témákat az aznapi újságból vették, részben azért, hogy senki ne vádolhassa őket a szerepek előzetes begyakorlásával. Azért találta szükségesnek ezt a taktikát, mert egyes színházi kritikusok, amikor a rögtönzött előadások jól sikerültek, azzal vádolták őket, hogy bizonyosan próbáltak előtte, ha pedig nem, akkor megállapították, hogy az improvizatív színház nem működik.
Az Élőújság bevezetésének idejére esett, hogy az egyik színésznőre, akit Barbarának hívtak, a férje panaszkodni kezdett, hogy otthon egészen másként viselkedik, mint a színházban: a szerepeiben szende, szeretetre és tiszteletre méltó, jó erkölcsű nőket alakít, míg otthon elviselhetetlenül agresszív. Moreno kísérletképpen Barbarára bízta az Élőújságban alkalmazott egyik aznapi hírnek, egy meggyilkolt prostituált történetének a főszerepét. Barbara fergetegesen játszott aznap este, és a későbbiekben is jól alakította a lecsúszott nők szerepét. Otthon pedig egyre szelídebben viselkedett.
Moreno a Barbara-ügy kapcsán jutott arra a következtetésre, hogy az embereknek az életben bajt okoz a beszűkült szereprepertoár, a „konzerv”-szerepek használata, ezért azoknál, akiknél az életszerepek „befagytak”, terápiás eszközként jól alkalmazhatók a szerepjátékok. A szerepjátéknak az elfojtott személyiségvonások kijátszását (acting out-ját) lehetővé tevő hatását e történet nyomán nevezik a szakirodalomban Barbara-effektusnak.

## A pszichodráma születése
"A pszichodráma Bécsben fogant, de Amerikában született" (Zerka Moreno)
Moreno következő ötlete az volt, hogy megkérte Barbarát és férjét, mutassanak be jeleneteket a házasságukból. Attól kezdve az újsághírek helyett rendszeresen a szereplők ill. nézők személyes élethelyzeteit jelenítették meg. A nézőket mélyebben érintették ezek a jelenetek, mint a máshonnan vett történetek lejátszásai. Moreno fejében így született meg az a felismerés, hogy a színházat a gyógyítás művészetévé lehet alakítani. Moreno felesége, Zerka Moreno megjegyzi, hogy „ez volt az első család- és párterápiás próbálkozás, és ebből nőtt ki a pszichodráma is.”
„Az az elképzelés, hogy rögtönző színészek vagyunk életünk színpadán, nagyon erőteljes gondolat – írja Zerka Moreno. – Az az elképzelés, hogy kell legyen a színháznak egy olyan formája, mely akkor is tisztel bennünket, ha hibázunk, és megtanít arra, hogyan élhetjük az életünket teljesebben és kreatívabban, mint pszichodráma fejlődött ki: az elme színháza.”
A Rögtönzések Színháza 1921 és 1925 között működött Bécsben. Ezután Moreno az Egyesült Államokba emigrált, és a pszichodrámával kapcsolatos elképzeléseit már ott valósította meg. 1927 és 1930 között az Egyesült Államokban még folytatta a Rögtönzések Színházát, de 1934-ben a St. Elisabeth kórházban már a pszichodrámát  alkalmazta gyógyító módszerként,  1936-ban pedig a  New York állambeli Beacon Hill-ben pszichiátriai magánkórházat nyitott, ahol önálló pszichodráma-színpadot épített.